# Віллабі Гамільтон
Віллабі Гамільтон (при народженні — Джеймс Віллабі «Вілобі» Гамільтон, 9 грудня 1864 — 27 вересня 1943) — був ірландським тенісистом та футболістом.

## Кар'єра
Гамільтон виграв Вімблдонський турнір 1890 в одиночному розряді, перемігши у фіналі у п'яти сетах Вільяма Реншоу. Таким чином, він став першим ірландцем, хто здобув титул на Вімблдоні. За рік до того він виграв Чемпіонат Північної Англії та Чемпіонат Ірландії. На другому турнірі він переміг шестиразового переможця Вімблдону Вільяма Реншоу та його брата Ернеста, що зробило його одним із фаворитів Вімблдону 1889 року. Втім, там він поступився у півфіналі Гаррі Барлоу. У період 1889-90 років Гамільтон багатьма визнавався найкращим тенісистом світу. У 1891 році Віллабі не став захищати свій титул.

## Фінали турнірів Великого шолома
| Рік  | Турнір   | Суперник у фіналі | Рахунок у фіналі        |
| 1890 | Вімблдон | Вільям Реншоу     | 6-8, 6-2, 3-6, 6-1, 6-1 |